# Liv Grete Poirée
Liv Grete Skjelbreid, tidigare Liv Grete Skjelbreid Poirée född 7 juli 1974 i Bergen, är en norsk före detta skidskytt. Den 20 mars 2006 meddelade Skjelbreid att hon slutar efter säsongen. Hon berättade att hennes dotter Emma och familjen gjort att hon inte har någon motivation att fortsätta. Hennes sista lopp blev på hemmaplan i Holmenkollen den 26 mars 2006,där hon slutade 12:a i ett masstartlopp. Skjelbreid var tidigare gift med den franska skidskytten Raphaël Poirée.

## Tidig karriär
Som barn ägnade Skjelbreid mycket tid med sina äldre systrar och deltog ofta i samma sporter som hennes systrar ägnade sig åt.
Hon spelade fotboll och paddlade kajak i sjön bredvid familjens hem, åkte längdskidor och brukade terränglöpa till familjens stuga uppe i bergen, röra väggen och sedan springa hem igen.
Skjelbreid utmärkte sig i fotboll och skidskytte och började tävla i skidskytte när hon var nio. Hon lånade sin fars gevär i de första tävlingarna. Han byggde även en liten skjutbana på familjens gård så döttrarna kunde träna. Efter gymnasiet funderade hon på om hon skulle fortsätta med skidskyttet eller utbilda sig till frisör. Hon fick ett erbjudande om att studera på en idrottsskola i Geilo som utvecklade unga talanger, men kunde fortfarande inte bestämma sig, men hennes familj och vänner lyckades förmå henne att gå i skolan åtminstone ett år, så kunde hon hoppa av sedan om hon inte tyckte om det. Det visade sig att Skjelbreid trivdes på skolan och gick samma år som Ole Einar Bjørndalen.

## Världscupen
Skjelbreid vann den totala världscupen en gång, säsongen 2003/2004, det var även Norges första seger i totala världscupen sedan 1988 då Anne Elvebakk vann. Hon vann den totala världscupen med 95 poäng före Olga Pyleva. Hon vann även tre av de fyra individuella disciplinerna i sprint, jaktstart och masstart. I distans slutade hon fyra.
Norge var även bästa nation i stafetterna under året. Världscupdebuten skedde säsongen 1995/1996 då hon slutade som nr 30 totalt. 2000/2001 slutade Skjelbreid 2:a i världscupen slagen med 217 poäng av Magdalena Forsberg. Hon var 2:a i både sprint, jaktstart och masstart och slutade 3:a i distanscupen. Året efter var hon återigen 2:a i världscupen, återigen slagen av Magdalena Forsberg, denna gång med 149 poäng. Skjelbreid missade hela säsongen 2002/2003 på grund av hennes graviditet. Men kom tillbaks året efter och vann hela världscupen.
2004/2005 var ett dåligt år, Skjelbreid var tvungen att avsluta säsongen tidigt på grund av sjukdom. Hon missade VM och slutade på 22:a plats i världscupen, 532 poäng efter Sandrine Bailly.
Skjelbreid var en stadig skytt genom åren. Hennes totala träffprocent var i stående 70% och i liggande 80%. Som de flesta skidskyttar var hon bäst i liggande skytte, medan hennes stående skytte gradvis blev bättre, från 65% 1999/00 till 74% under 2005/06. Skjelbreid hamnade på pallen 46 gånger varav 22 segrar, 15 andraplatser och 9 tredjeplatser.

## OS

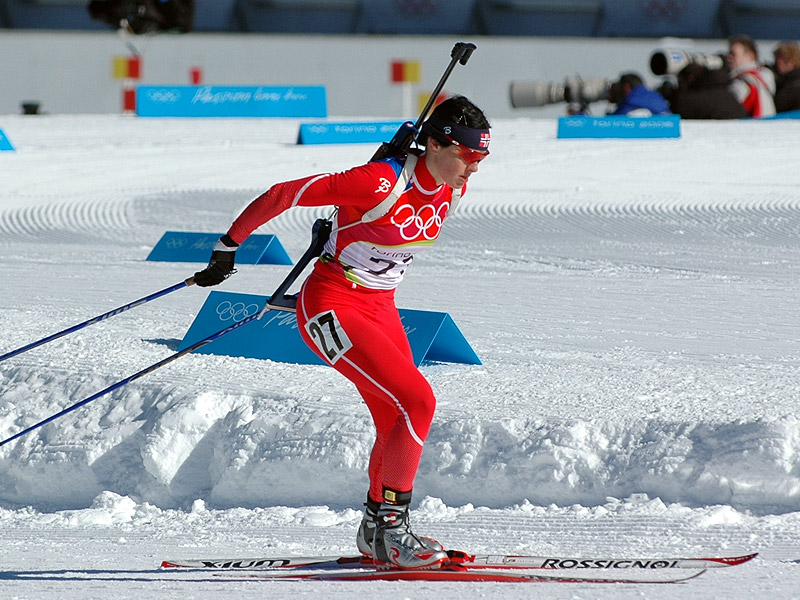
Liv Grete under OS 2006

Poirée deltog i tre olympiska spel. Det första i Nagano 1998. Hon har tre medaljer, två silver och ett brons, två av dem (ett silver och ett brons) kom i stafett (2002 & 1998), det andra silvret vann hon i distans 2002.
Hennes medaljer är inte särskilt många för en skidskytt av hennes kaliber, men hon kom fyra både i sprinten och jaktstarten 2002. OS i Turin 2006 blev ganska misslyckat med en 6:e plats i jaktstart som bäst.

## VM
I VM har det gått betydligt bättre för Skjelbreid än i OS. Totalt har hon 11 VM-medaljer, 7 guld, 2 silver och 2 brons. Hon vann fyra av sina guldmedaljer i ett och samma VM i Oberhof 2004, det var första gången en skidskytt vunnit 4 guld i ett enda VM. Hennes första VM-medalj var ett silver i stafett från Brezno-Osrblie 1997. Nästa medalj fick hon vänta på ända till 2000, då hon vann dubbla guldmedaljer på hemmaplan i Holmenkollen, ett i sprint och ett i masstart. 2001 i Pokljuka vann hon ett guld i jaktstart, ett silver i distans och brons i både sprint och masstart. Nästa VM i Oberhof vann hon 4 guld, den enda individuella guldmedalj hon inte vann i det VM var på distans där hon slutade 8:a.

## Skador
Skjelbreid har drabbats av en hel del skador under sin karriär. Under sommaren 1995 bröt hon handleden, 1997 krossade hon armbågen då hon föll från en stol. Hon lider även av kronisk inflammation, men hon säger att det blev bättre sedan hon födde sina barn. Det var dock detta som gjorde att hon avslutade sin karriär efter säsongen 2005/06.